# Villa Flores 2.ª Sección
Villa Flores 2.ª Sección es una localidad del municipio de Huimanguillo ubicado en la subregión de la Chontalpa del estado mexicano de Tabasco.

## Geografía
La localidad de Villa Flores 2.ª Sección se sitúa en las coordenadas geográficas 17°48′13″N 93°24′14″O / 17.803611, -93.403889, a una elevación de 26 metros sobre el nivel del mar.

## Demografía
Según el Conteo de Población y Vivienda 2020, efectuado por el Instituto Nacional de Estadística y Geografía, la localidad de Villa Flores 2.ª Sección tiene 635 habitantes, de los cuales 313 son del sexo masculino y 322 del sexo femenino. Su tasa de fecundidad es de 2.24 hijos por mujer y tiene 202 viviendas particulares habitadas.
| Gráfica de evolución demográfica de Villa Flores 2.ª Sección entre 1970 y 2020 |
|                                                                                |
| INEGI.                                                                         |